# 上鮎喰橋
上鮎喰橋（かみあくいばし）は、鮎喰川下流部の国道192号（国道318号重複）に架かる平面の橋である。

## 概要
徳島市国府町南岩延（西岸）と同市鮎喰町二丁目（東岸）を結ぶ。
国道192号沿いに架かる橋で、上鮎喰橋を起点に徳島本町交差点から上鮎喰橋までが4車線 - 6車線、上鮎喰橋以西が2車線となる。

## 歴史
1875年（明治8年）、鮎喰町の藍商である播磨屋の播熊五郎が藍の搬送を便利にするため自費で架けた木橋がはじまりとされる。
1919年（大正8年）、徳島県が同地に木橋を架けた。その後、1929年（昭和4年）に鋼鈑桁橋が完成し、1970年（昭和45年）に二重橋となった。

## 隣の橋梁
（上流） - 一宮橋 - 上鮎喰橋 - 徳島線鮎喰川橋梁 - （下流）